# Memoriał Luboša Tomíčka 2007
Memoriał Luboša Tomíčka 2007 – rozegrane po raz 39. w Pradze zawody żużlowe, mające na celu upamiętnienie czechosłowackiego żużlowca Luboša Tomíčka, który zginął tragicznie w Pardubicach w 1968 roku. W memoriale zwyciężył Polak Grzegorz Walasek.

## Wyniki
- Praga, 9 października 2007

| Msc. | Zawodnik            | Państwo   | Pkt   |             |  |
| ---- | ------------------- | --------- | ----- | ----------- |  |
| 1    | Grzegorz Walasek    | Polska    | 13 +4 | (2,2,3,3,3) |  |
| 2    | Matej Ferjan        | Słowenia  | 12 +3 | (3,3,3,3,1) |  |
| 3    | Filip Šitera        | Czechy    | 11 +2 | (2,2,2,3,2) |  |
| 4    | Hans Andersen       | Dania     | 12 +1 | (3,3,3,d,3) |  |
| 5    | Adrian Rymel        | Czechy    | 12 +0 | (3,2,2,2,3) |  |
| 6    | Dienis Gizatullin   | Rosja     | 9     | (3,3,0,2,1) |  |
| 7    | Maciej Piaszczyński | Polska    | 8     | (2,2,3,1,0) |  |
| 8    | Matěj Kůs           | Czechy    | 8     | (2,1,1,2,2) |  |
| 9    | Norbert Magosi      | Węgry     | 7     | (1,0,2,1,3) |  |
| 10   | Jernej Kolenko      | Słowenia  | 6     | (0,1,1,3,1) |  |
| 11   | Luboš Tomíček       | Czechy    | 6     | (1,1,2,d,2) |  |
| 12   | Josef Franc         | Czechy    | 5     | (1,0,0,2,2) |  |
| 13   | Marcin Jędrzejewski | Polska    | 3     | (0,3,0,0,0) |  |
| 14   | Ķasts Puodžuks      | Łotwa     | 3     | (0,0,1,1,1) |  |
| 15   | Jason Doyle         | Australia | 2     | (1,1,-,-,-) |  |
| 16   | Alessandro Milanese | Włochy    | 1     | (0,0,1,0,0) |  |
|      | rez. Martin Gavenda | Czechy    | 1     |             |  |
|      | rez. Rafał Fleger   | Polska    | 0     |             |  |